# Rue Petiet
La rue Petiet est une voie située dans le quartier des Épinettes du 17e arrondissement de Paris.

## Situation et accès
La rue Petiet est desservie par la ligne 13 à la station Guy Môquet.

## Origine du nom
Cette rue porte le nom de l'ingénieur français Jules Petiet (1813-1871).

## Historique
Ancienne partie de l'impasse Saint-Ouen, cette voie est ouverte en tant que rue par un décret du 18 janvier 1900, sur une longueur de 13,50 mètres à partir de la rue Maria-Deraismes. 
Dans ce même quartier, une autre rue ouverte en 1895 porta le nom de « rue Petiet » jusqu'en 1905 ; il s'agit de l'actuelle rue Félix-Pécaut.

## Bâtiments remarquables et lieux de mémoire
- Au no 19 vécut la nageuse Louisette Fleuret[2]
- Elle débouche sur le square des Épinettes.